# GNOME SoundConverter
GNOME SoundConverterは、デジタルオーディオファイル向けの非公式のGNOMEベースの自由かつオープンソースなトランスコーダである。入出力ファイルにはGStreamerを使用する。マルチスレッド設計で、ビデオファイルからオーディオを抽出することもできる。
Debian、Fedora、openSUSE、Ubuntu、Gentoo、Arch Linuxなど多くのLinuxディストリビューションで利用可能である。

## 特徴
- カスタムパターンまたは定義済みパターンに基づくファイル名の変更
- タグまたは選択した場所に従ったフォルダーの作成
- 元ファイルの削除
- ビットレートの調整
- 元のファイルからの画像を含むすべてのメタデータのインポート